# Râul Dobrenaș
Râul Dobrenaș este un curs de apă, afluent al râului Dobreanu. 

## Hărți
- Harta Parcului Vânători-Neamț